# 線手羽油鯰
線手羽油鯰（学名：Imparfinis nemacheir），為輻鰭魚綱鯰形目鼬鯰科的其中一種，為熱帶淡水魚，分布於南美洲亞馬遜河上游及奧里諾科河流域，體長可達9.9公分，棲息在底層水域，生活習性不明。